# Lake George (Town, New York)
Lake George ist eine Town im Warren County des US-Bundesstaates New York. Das U.S. Census Bureau hat bei der Volkszählung 2020 eine Einwohnerzahl von 3.502 ermittelt. Die Stadt hat ihren Namen nach dem gleichnamigen See. Innerhalb der Town gibt es ein Village mit demselben Namen. Die Town ist Teil der Glens Falls Metropolitan Statistical Area.

## Geographie
Nach den Angaben des United States Census Bureaus hat die Town eine Gesamtfläche von 84,7 km², wovon 78,3 km² auf Land und 6,3 km² (= 7,49 %) auf Gewässer entfallen.
Der Adirondack Northway (I-87) führt durch das Gebiet der Town.

## Geschichte
Der erste Europäer, der den See besuchte, war der Priester Isaac Jogues im August 1642. Er wurde später von Mohawks gefangen genommen, konnte fliehen und kehrte nach Frankreich zurück. 1646 wurde er in einer politischen Mission zu den Irokesen geschickt, um einen Friedensvertrag vorzuschlagen. Er benannte den See Lac du Saint Sacrement (deutsch in etwa: „See des gesegneten Sakraments“).
1755 erhielt der See von General William Johnson zu Ehren von König Georg II. den Namen „Lake George“.
Lake George ist der Standort des früheren Fort William Henry, das General Johnson nach William Henry, dem Enkel von König Georg II. benannte. Das Fort, seine Kapitulation nach einer sechstägigen Belagerung durch Franzosen und Indianer vor Louis-Joseph de Montcalm und das folgende Massaker, alles 1757, wurde von James Fenimore Cooper als Hintergrund für seinen Roman Der letzte Mohikaner verwendet. Das Fort wurde rekonstruiert und 1953 als Museum eröffnet.
Die Town wurde 1810 als Town of Caldwell gegründet und territorial aus Teilen der damaligen Towns of Bolton, Queensbury und Thurman gebildet. Im Jahr 1962 änderte sie ihren Namen in Town of Lake George.
Die FORWARD shipwreck site (motor launch), Royal C. Peabody Estate, Wiawaka Bateaux Site und Wiawaka Holiday House sind in das National Register of Historic Places eingetragen. Die Land Tortoise (radeau) Shipwreck Site und Owl’s Nest sind National Historic Landmarks. Der Lake George Battlefield Park Historic District wurde 2011 ausgewiesen.

## Demographie

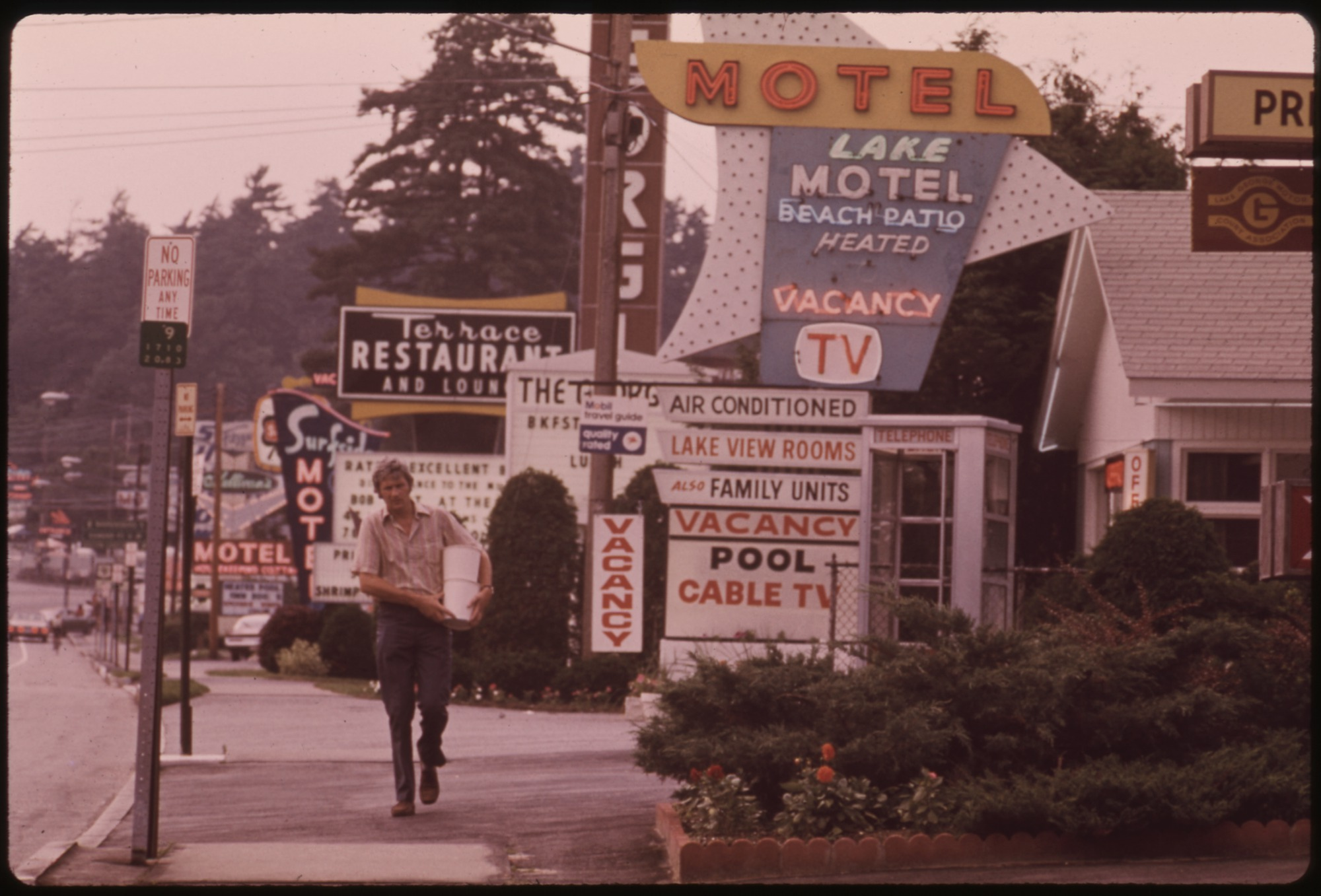
Eine Reihe von Motels in Lake George, 1973

Zum Zeitpunkt des United States Census 2000 bewohnten Lake George 3578 Personen. Die Bevölkerungsdichte betrug 45,7 Personen pro km². Es gab 2456 Wohneinheiten, durchschnittlich 31,4 pro km². Die Bevölkerung in Lake George bestand zu 97,74 % aus Weißen, 0,53 % Schwarzen oder African American, 0,25 % Native American, 0,59 % Asian, 0,03 % Pacific Islander, 0,17 % gaben an, anderen Rassen anzugehören und 0,70 % nannten zwei oder mehr Rassen. 0,92 % der Bevölkerung erklärten, Hispanos oder Latinos jeglicher Rasse zu sein.
Die Bewohner Lake Georges verteilten sich auf 1533 Haushalte, von denen in 27,2 % Kinder unter 18 Jahren lebten. 50,8 % der Haushalte stellten Verheiratete, 9,8 % hatten einen weiblichen Haushaltsvorstand ohne Ehemann und 34,6 % bildeten keine Familien. 28,1 % der Haushalte bestanden aus Einzelpersonen und in 9,8 % aller Haushalte lebte jemand im Alter von 65 Jahren oder mehr alleine. Die durchschnittliche Haushaltsgröße betrug 2,33 und die durchschnittliche Familiengröße 2,84 Personen.
Die Bevölkerung verteilte sich auf 21,7 % Minderjährige, 6,8 % 18–24-Jährige, 25,8 % 25–44-Jährige, 30,8 % 45–64-Jährige und 14,9 % im Alter von 65 Jahren oder mehr. Der Median des Alters betrug 42 Jahre. Auf jeweils 100 Frauen entfielen 103,5 Männer. Bei den über 18-Jährigen entfielen auf 100 Frauen 100,1 Männer.
Das mittlere Haushaltseinkommen in Lake George betrug 42.125 US-Dollar und das mittlere Familieneinkommen erreichte die Höhe von 48.789 US-Dollar. Das Durchschnittseinkommen der Männer betrug 31.134 US-Dollar, gegenüber 22.375 US-Dollar bei den Frauen. Das Pro-Kopf-Einkommen belief sich auf 22.311 US-Dollar. 6,8 % der Bevölkerung und 3,6 % der Familien hatten ein Einkommen unterhalb der Armutsgrenze, davon waren 7,2 % der Minderjährigen und 6,3 % der Altersgruppe 65 Jahre und mehr betroffen.

## Örtlichkeiten in Lake George
- Big Hollow – ein Weiler nordwestlich des Villages of Lake George
- Bloody Pond – ein Teich im südlichen Teil der Town, die ihren Namen der Schlacht am Lake George verdankt
- Crosbyside – ein Weiler östlich des Villages of Lake George
- Diamond Point – ein Weiler nördlich des Villages of Lake am westlichen Ufer des Lake George
- Fort William Henry – rekonstruiertes Fort im Village of Lake George, das von den Briten während der Franzosen- und Indianerkriege gebaut wurden
- Lake George – ein Village am südlichen Ende des Lake George
- Prospect Mountain – ein Berg unweit des Weilers Big Hollow.